# 葦原青
葦原 青（あしはら せい）は、日本の小説家。ファンタジー作家。神奈川県在住。

## 経歴・人物
2009年、中央公論新社の主催する第5回C★NOVELS大賞にて氷川青名義の投稿作「PONTIFEX」が大賞を受賞し、同年7月に同作を改題改稿した『遥かなる虹の大地
――架橋技師伝』で作家デビューした。次作『ユーネリア戦史』がシリーズとなり、全3巻で完結した。以後も断続的に新作を発表。近年では小説投稿サイト小説家になろうやカクヨムに作品を投稿している。

## 作品リスト
- 遥かなる虹の大地 架橋技師伝（2009年7月）
- ユーネリア戦史（全3巻）

1. . ユーネリア戦史 月の蛇と災いの花 （2010年4月）
2. . ユーネリア戦史 蒼炎の覚醒 （2011年1月）
3. . ユーネリア戦史 水夢宮<ガルファーナ>の決戦 （2011年8月）

- mgmg!- 先輩と俺の悩ましき日常（2012年9月）
- 僕の巫女ばーちゃん?（2014年3月）

### 参加アンソロジー
- 躍進 - C★NOVELS大賞作家アンソロジー（2012年11月）
  - 収録短編：sprout mgmg!